# Perini Navi
 (novembre 2013).
Pour les articles homonymes, voir Perini.
Le groupe Perini Navi est une entreprise italienne faisant partie du secteur des super-yachts sous deux marques : Perini Navi pour les voiliers et Picchiotti pour les yachts à moteur.

## Historique
Le groupe Perini Navi a été fondé en 1938 pour produire des yachts à voile. Il est aujourd'hui composé de quatre sociétés acquises depuis sa création avec l'objectif d'optimiser la capacité de production et d'entrer sur de nouveaux segments de ce secteur.
La société Picchiotti, par exemple, a permis au groupe d'intégrer le marché des yachts à moteur.

## Organisation
Le groupe Perini Navi Group est sur 5 marchés spécifiques :
- yachts à voile de 40 à 60 mètres ;
- yachts à voile de plus de 60 mètres et One off (sur mesure) ;
- yachts à voile de course ;
- yachts à voile de croisière ;
- yachts à moteur Picchiotti de la série Vitruvius.

Perini Navi, Viareggio (1983)Le siège du groupe est situé dans ses chantiers à Viareggio, dans la Lucques où sont dessinés, développés et construits tous les projets de yachts à voile Perini Navi.
Chantier Cantiere Picchiotti, Viareggio (1600)
Cantieri Navali Beconcini, La Spezia (2000)La série de yachts à moteur Picchiotti Vitruvius motor est construite à La Spezia, Italie. Le chantier à 3 hangars de 70 mètres, 2 ponts roulants de 820 et 260 tonnes et 2 quais de 50 m, le tout occupant une surface de 32 000 m2
Perini Istanbul, Yildiz – Turquie (1987)La division « métal » est située dans la zone industrielle Tuzla-Istanbul, en Turquie, sur 45 000 m² en front de mer. Les coques et superstructures sont produites pour les yachts à voile et à moteur du groupe. 
Par exemple, ce chantier est en mesure de construire l'intégralité de projet du type S/Y The Maltese Falcon.
Perini Navi USA, Newport, Rhode Island (1997)C'est la structure commerciale du groupe. Cette structure offre deux services stratégiques : le charter service pour les propriétaires de yacht du groupe Perini Navi souhaitant affréter leurs unités et le brokerage services négociant pour ceux voulant acheter ou vendre les yachts du groupe.

## Galerie de photos

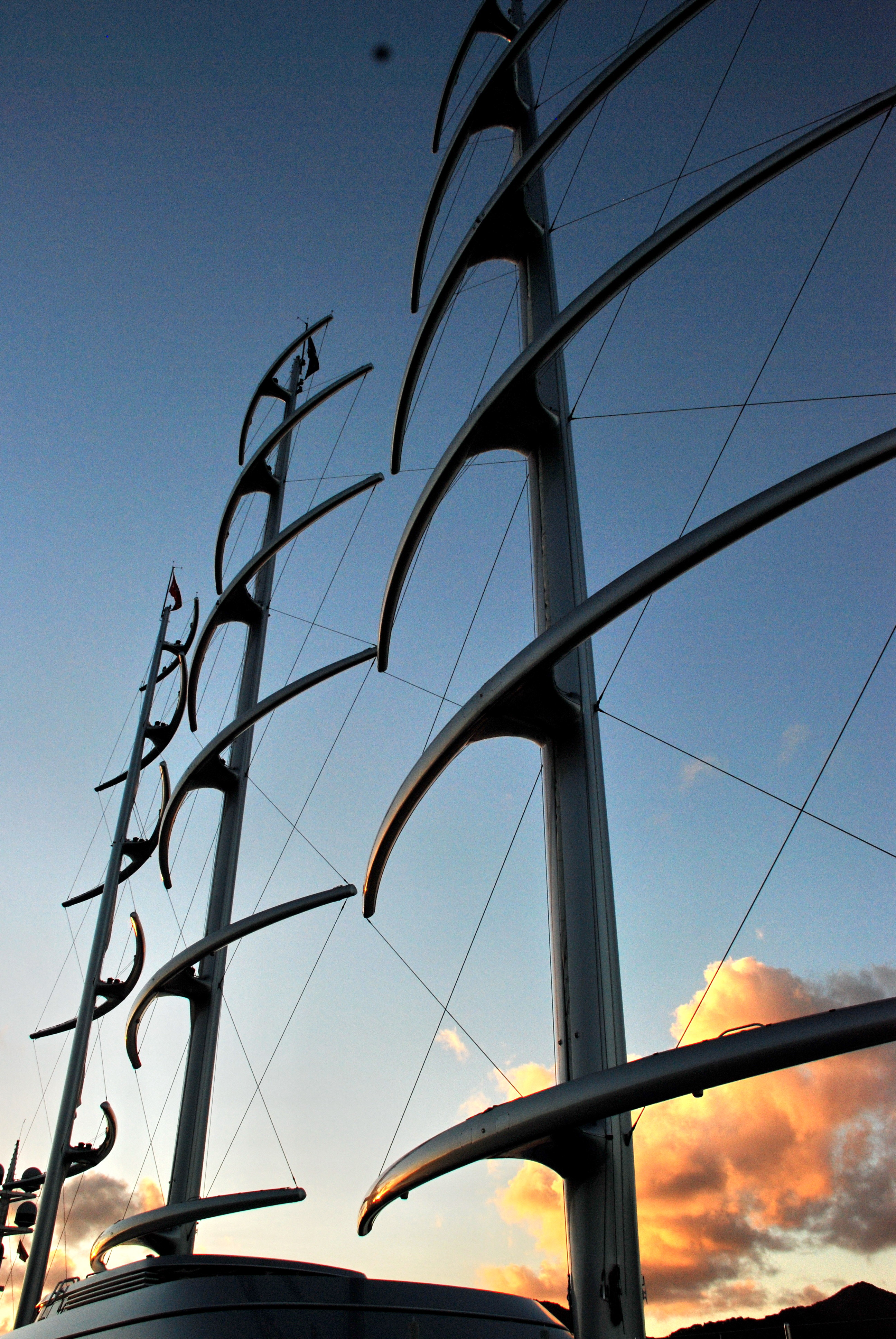
Détail du gréement très particulier du Maltese Falcon.
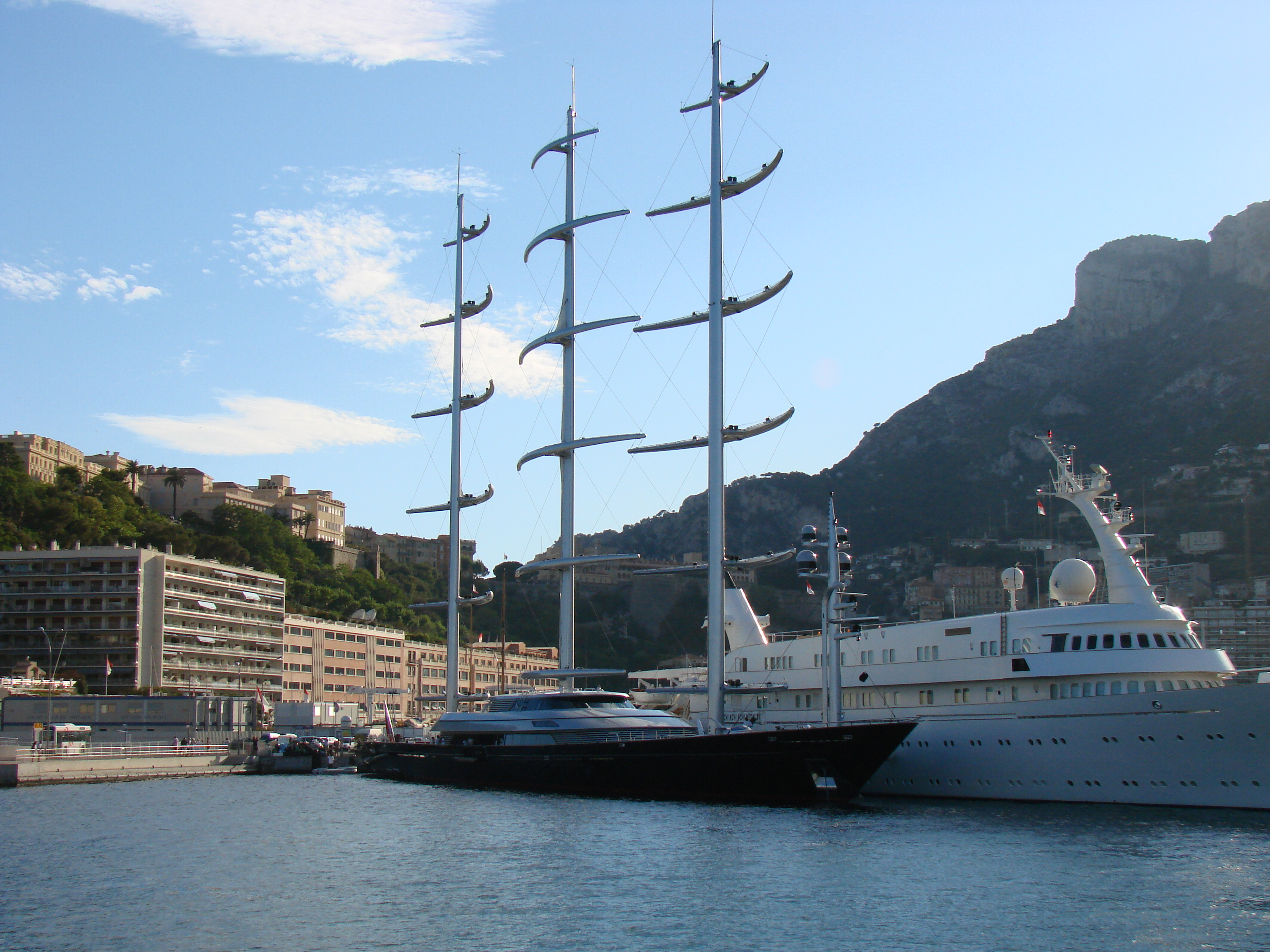
Le Maltese Falcon mouillé à Monte-Carlo.
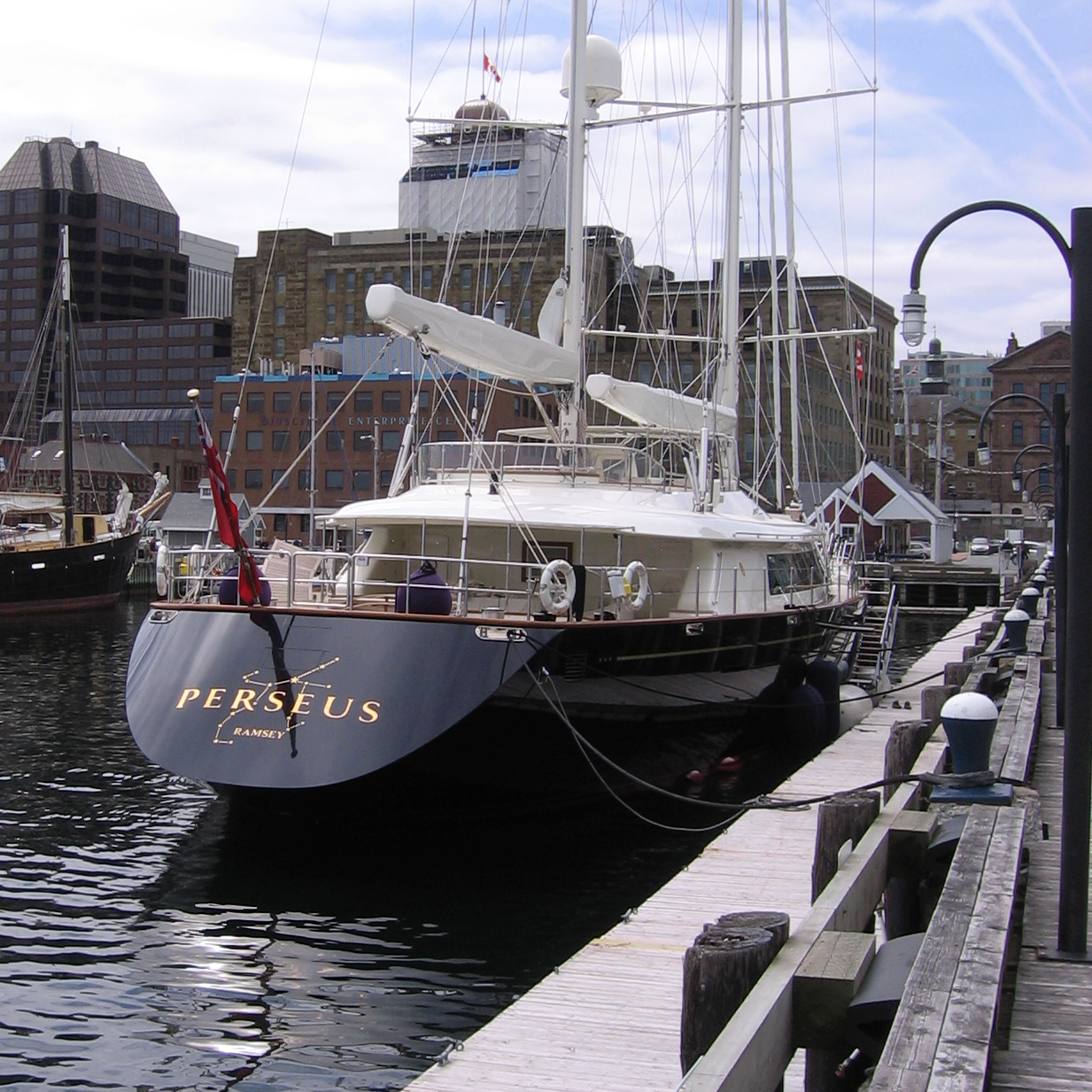
Le Perseus, amarré dans le port de Halifax en 2008.